# HD76104
HD76104 — хімічно пекулярна зоря спектрального класу B9, що має видиму зоряну величину в смузі V приблизно  8,0.
Вона  розташована на відстані близько 959,3 світлових років від Сонця.

## Пекулярний хімічний склад
Зоряна атмосфера HD76104 має підвищений вміст 
Si
.